# Ото Цилиакс
Ото Цилиакс (на немски: Otto Ciliax) е адмирал от Кригсмарине – германските военноморски сили.
По време на Втората световна война командва някои от големите надводни кораби - „Адмирал Шеер“ и „Шарнхорст“. Най-голяма известност получава след операция „Цербер“ - преминаването на бойна ескадра на Германия през Ламанша в началото на 1942 г.

## Ранен живот и кариера
Цилиакс е роден в Нойдитендорф, провинция Тюрингия на 30 октомври 1891 г. Постъпва в кайзеровия военноморски флот като кадет на 1 април 1910 г. и получава първото си обучение на борда на крайцера „Victoria Louise“ (1 април 1910 - 31 март 1911). Повишен в младши лейтенант (Fähnrich zur See) на 15 април същата година. Учи във военноморската академия между 1 април 1911 и 30 септември 1912 г., след което служи на борда на кораба „Хановер“ (1 октомври 1912 - 30 ноември 1915), където на 27 септември 1913 г. е повишен в звание лейтенант (Leutnant zur See).

## Първа световна война
През декември 1915 г. преминава 1-месечен курс за подводничар и след кратък период (2 януари – 20 февруари 1916) като вахтен офицер на торпеден катер T 37 участва в изпитанията по приемането на новопостроената подводница U 52 (21 февруари - 15 март). От 16-и е назначен като вахтен офицер на същата подводница, а на 22 март е повишен в звание старши лейтенант (Oberleutnant zur See).
По време на службата си на U 52 (до 14 октомври 1917 г.) получава първите си отличия - Железен кръст 2-ра степен (на 13 юни 1916 г.) и 1-ва степен (на 6 ноември същата година.) Към края на Първата световна война непрекъснато е местен на разни длъжности:
- във 2-ра флотилия подводници (15 октомври – 11 ноември 1917)
- в подводничарското училище (12 ноември – 5 декември)
- отново във 2-ра флотилия подводници (6 декември – 23 юни 1918)
- командир на подводница UB 96 (24 юни – 28 юли)
- в отдела за приемане на нови подводници (2 юли – 10 август)
- отново в подводничарското училище (11 – 24 август)
- 2-ри адютант в отдела за инспекция на подводници (25 август – 23 септември)
- командир на подводница UC-27 (24 септември – 20 януари 1919)
- в отдела за инспекция на подводници (21 януари – 14 март)

## Между световните войни
След края на войната за известно време е капитан на торпедни катери – T 92 и T 107 (15 март – 30 ноември), T 181 (1 декември – 18 януари 1920), T 140 и T 145 (19 януари - 31 декември), като на последното си назначение на 29 юни 1920 г. е повишен в капитан-лейтенант (Kapitänleutnant).
За продължителен период от време редува брегови служби и командвания на военни кораби:
- в щаба на главнокомандващия военноморските бази в Балтийско море (1 януари 1921 – 11 юли)
- във военноморския архив (12 юли – 24 март 1922)
- съветник във флотския отдел в Хамбург (25 март - 31 януари 1923)
- съветник във флотския отдел в Бремен (15 февруари – 20 март)
- преподавател в морското училище в Мюрвик (21 март – 30 септември)
- командир на торпеден кораб G 8 (1 октомври – 23 март 1924)
- в отпуск по болест (24 март – 10 август)
- в организационния отдел на военноморските бази в Балтийско море (11 август – 29 март 1925)
- командир на торпеден катер S 18 (30 март – 22 септември 1926)
- командир на отряд от 1-ва флотилия торпедни катери (23 септември - 26 септември 1928), след което на 1 октомври е повишен в капитан III ранг (Korvettenkapitän).
- съветник във военноморското командване (1 октомври – 23 май 1929)
- 1-ви щабен офицер в щаба на главнокомандващия военноморските сили в Балтийско море (24 май – 31 декември)
- 1-ви щабен офицер в щаба на главнокомандващия разузнавателните сили (1 януари 1930 - 23 септември 1931)
- съветник в тренировъчния отдел на военноморското командване (25 септември – 30 септември 1932)
- съветник във флотския отдел на военноморското командване (1 октомври – 28 септември 1934)

### Бърза кариера
Започва бързо издигане след идването на власт на Адолф Хитлер - на 1 октомври 1933 г. е повишен в капитан II ранг (Fregattenkapitän). На 29 септември 1934 г. е назначен за началник на флотския отдел, а после и на отдел „Операции“ на военноморското командване (от 11 януари 1936 г. преименувано в „Главно командване на военноморския флот“ (Oberkommando der Marine, OKM) - до 21 септември 1936 г. Като такъв отново е повишен в звание - на 1 юли 1935 г. става капитан III ранг (Kapitän zur See). От 22 септември 1936 г. е капитан на крайцера „Адмирал Шеер“ - до 30 октомври 1938 г. Към края на този период е и главнокомандващ на германските военноморски сили в Испания (22 март - 26 юни) - „Адмирал Шеер“ заедно с други германски кораби участва в блокадата по време на Гражданската война там. След няколко месеца в щаба на главнокомандащия на крайцерите (1 ноември - 6 януари 1939) е назначен за капитан на новопостроения „Шарнхорст“ (от 7 януари до 28 септември).

## Втора световна война
След началото на войната е на длъжност в щаба на военноморските бази в Северно море (29 септември - 4 декември). На 1 ноември същата година. е повишен в звание контраадмирал, а после е назначен за началник-щаб на група „Запад“ на германските ВМС (5 декември - 5 юни 1941), където получава поредното си повишение на 1 юни 1941 г. - в звание вицеадмирал.
От 16 юни е командир на съединение бойни кораби – до 2 юни 1942 г., като за кратко по съвместителство е и командващ на Балтийския флот (21 септември - 21 октомври 1941). През февруари 1942 г. ръководи знаменитата операция „Цербер“ - с корабите „Шарнхорст“, „Гнайзенау“ и „Принц Ойген“, заедно с няколко ескадрени миноносеца, преминава през строго охранявания и миниран от англичаните Ламанш. За успешното изпълнение на операцията (широко пропагандирано в Германия) получава най-високото си отличие - на 21 март е награден с Рицарски кръст.
Периодът на брегова служба като инспектор в отдела за торпедни дела (26 юни 1942 – 28 февруари 1943) е свързан с повишението му в адмирал - на 1 февруари. Като такъв на 1 март е назначен за началник-щаб на германските военноморски сили в Норвегия. Заема длъжността до края на бойните действия там на 25 април 1945 г. В плен е на Съюзниците до 24 февруари 1946 г.
Почива в Любек на 12 декември 1964 г.

## Медали и отличия
По реда на получаването им:
- „Железен кръст“ 2-ра степен – 13 юни 1916 г.
- „Железен кръст“ 1-ва степен – 3 ноември 1916 г.
- Саксонски „Рицарски кръст“ 2-ра степен с мечове на херцогския дом Саксония-Ернестини
- Императорски и кралски австро-унгарски „Кръст за военни заслуги“ 3-та степен с военна декорация – 25 март 1917 г.
- Подводничарска значка – 1918 г.
- „Почетен кръст“ за ветеран от войната – 20 октомври 1934 г.
- Отличие „За служба във Вермахта“ 4-та до 1-ва степен – 2 октомври 1936 г.
- Командирски кръст на кралския испанско-марокански орден „Mehdauia“ – 5 март 1938 г.
- Командирски кръст на кралския унгарски „Орден за военни заслуги“ – 20 август 1938 г.
- Сребърен плакет на Германския чуждестранен институт – 1939 г.
- Медал за Испанската кампания
- Немски „Испански кръст“ златен с мечове – 6 юни 1939 г.
- Кралски испански „Кръст за военни заслуги“ 3-та степен (в бяло) – 21 август 1939 г.
- Кралски испански „Кръст за военни заслуги“ 3-та степен (златен) – 21 август 1939 г.
- Възпоменателен знак към „Железен кръст“ 2-ра степен – януари 1940 г.
- Възпоменателен знак към „Железен кръст“ 1-ва степен – април 1940 г.
- Командирски кръст на кралския италиански „Орден на короната“ – 11 март 1941 г.
- Флотска значка – 1941 г.
- „Германски кръст“ златен – 20 ноември 1941 г.
- Споменат в ежедневния доклад на Вермахта – 13 февруари 1942 г.
- Рицарски кръст – 21 март 1942 г.